# هارتموت فاوست
هارتموت فاوست (بالألمانية: Hartmut Faust)‏ هو راكب الكنو ألماني، ولد في 16 مايو 1965 في فوبرتال في ألمانيا.

## وصلات خارجية
- هارتموت فاوست على موقع أوليمبيديا (الإنجليزية)